# دايجانغ
دايجانج (الهانغول : 대장 ، هانجا : 大将) 

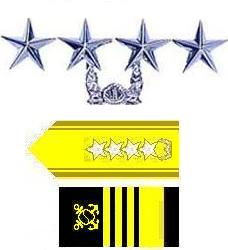

هي رتبة كبار العسكريين في شبه الجزيرة الكورية ، وتستخدمها كل من كوريا الشمالية وكوريا الجنوبية. وهي رتبة تعادل رتبة جنرال وأميرال في دول العالم.
كانت هذه الرتبة موجودة في الاتحاد السوفياتي قبل 1974 ولكنها الغيت لكن توجد اصدرات بحرية للرتبة